# Vito Volterra
Pour les articles homonymes, voir Volterra (homonymie).
Vito Volterra, né le 3 mai 1860 à Ancône dans les Marches et mort le 11 octobre 1940 à Rome, est un mathématicien et physicien italien.
Il est surtout connu pour ses travaux sur les équations intégro-différentielles, la statique des dislocations dans les cristaux, la biomathématique et la dynamique des populations. Il fut un opposant résolu au fascisme, n'hésitant pas à renoncer aux honneurs académiques par conviction politique.

## Biographie

### Jeunesse
Volterra est né dans une famille pauvre, issue de la communauté juive d'Ancône (alors rattachée aux États pontificaux). Son père, vendeur de chiffons, est mort alors qu’il n’avait que 2 ans. Sa mère et lui, alors plongés dans la pauvreté, sont allés vivre chez son oncle. Par la suite, ils vécurent quelque temps à Turin, puis ils s’installèrent à Florence alors que Vito était encore très jeune.
Dès 11 ans, il commence l’étude des mathématiques. Il étudie la « Géométrie » de Legendre et l’Arithmétique de Bertrand. À 13 ans, après avoir lu la traduction italienne (Dalla Terra alla Luna, 1865) due à G. Pizzigoni du roman de Jules Verne « De la Terre à la Lune », il cherche à calculer la trajectoire d’un projectile balistique de la Terre vers la Lune en considérant les champs gravitationnels de la Terre et de la Lune. Il découpe pour cela le trajet en une multitude de très courts intervalles de temps à l’intérieur desquels il considère plusieurs paramètres comme constants. Il s’agit là des premiers balbutiements du développement des équations intégro-différentielles. En ce sens, la lecture du roman de Jules Verne a contribué à la vocation du jeune Vito Volterra.
Vito Volterra se passionne pour les mathématiques, mais sa famille, très pauvre, désire le voir démarrer un commerce. Afin de l’en convaincre, ils le mettent en contact avec un cousin, ingénieur civil possédant un doctorat en mathématiques, Edoardo Almagia. Ce dernier, voyant le talent impressionnant du jeune Vito, décide plutôt de l’encourager sur la voie des mathématiques et convainc sa famille de l’y laisser aller. Afin de pallier les problèmes d’aspect monétaire, il offre à Vito, avec l’aide d'Antonio Roiti (it), un travail d’assistant au laboratoire de physique de l’université de Florence. Il exerce ce travail tout en poursuivant ses études normales. Il n’est pas encore admis à l’université.

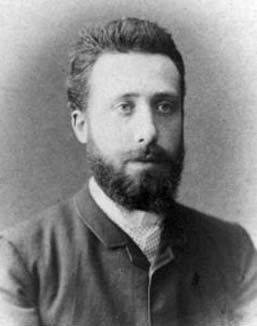
Vito Volterra vers 1890.

### L'universitaire
Après ses études à Florence, il entre à l’université de Pise en 1878. Il obtient son doctorat en physique en 1882, réalisé sous la direction d’Enrico Betti. Sa thèse portait sur l’hydrodynamique et permit de redécouvrir certains résultats de Stokes. Il est nommé professeur en mécanique rationnelle à l'université de Pise en 1883.
Il s’intéresse dès cette époque aux équations fonctionnelles, et notamment aux opérateurs intégro-différentiels. Prédécesseur de Fréchet et Banach, il est considéré comme l'un des fondateurs de l’analyse fonctionnelle.
À la mort de Betti en 1883, il devient professeur de physique mathématique, toujours à Pise. Il occupe ensuite la chaire de mécanique à Turin, avant d'être nommé à la chaire de physique mathématique à la Sapienza en 1900.
Lors de l'unification de l'Italie, il est un ardent patriote et est nommé sénateur du royaume d'Italie en 1905. À la même époque, il imagine le concept de dislocation dans les cristaux, trente ans avant leur mise en évidence.

### Recherches militaires
En 1914, alors que l’Italie se déclare neutre au commencement de la Première Guerre mondiale, il milite activement pour un engagement aux côtés des forces de la Triple-Entente. Lorsque l’Italie s’engage finalement dans le conflit, il rejoint les forces aériennes italiennes dans le corps des ingénieurs, et travaille à l’amélioration technologique de la guerre aérienne. Il travaille au développement des dirigeables avec le général Douhet, étudie les possibilités d’armer les engins aériens et de remplacer l’hydrogène inflammable par de l’hélium. Il travaille également à l’amélioration des modèles d’avions.

### Militant antifasciste
Après la guerre, vers 1925, il se tourne vers l’application des mathématiques à la biologie, et notamment à la dynamique des populations. Il est à l’origine du modèle prédateurs et proies grâce à son futur gendre Umberto d'Ancona, écologue qui étudiait les statistiques de pêche et demanda à son beau-père de modéliser mathématiquement cette dynamique des populations piscicoles en Adriatique.
En 1922, il s’oppose au régime fasciste de Benito Mussolini. Il est l’un des signataires du Manifeste des intellectuels antifascistes de 1925. En 1931, il refuse de signer le serment d’allégeance et doit alors démissionner de son poste universitaire, et part à l'étranger. Il se voit retirer tous ses privilèges et reconnaissances dans les universités italiennes (1931) et à l'Accademia dei Lincei. Il revient à Rome juste avant sa mort en 1940.

## Contributions mathématiques
Dans le courant de l’école d’analyse italienne, les travaux mathématiques de Volterra font écho à ceux de Dini et d'Ascoli, sous-tendus par l’idée de donner à l'analyse des bases plus rigoureuses.
Il est passé à postérité pour ses contributions à la théorie des équations différentielles et des équations intégrales. Il est notamment à l'origine d'un modèle proies-prédateurs, dont il partage la paternité avec Alfred James Lotka, les deux mathématiciens ayant abouti aux mêmes résultats indépendamment et simultanément.
Volterra est aussi un des premiers Italiens à s'intéresser à l'analyse fonctionnelle, en prolongeant les travaux d'Ascoli et d'Arzela sur les espaces de fonctions. Il tente de définir des notions de continuité et de différentiabilité pour des applications entre deux espaces de fonctions : ses définitions sont imparfaites mais amèneront d'autres mathématiciens comme Hadamard ou son jeune élève Gateaux à en proposer de plus adaptées.

## Œuvres
- Sur la théorie des variations des latitudes, Acta Mathematica, 1899
- Leçons sur l'intégration des Équations Différentielles aux Dérivées Partielles, Upsal, 1906
- Sur l’équilibre des corps élastiques multiplement connexes, Annales Scientifiques de l’École Normale Supérieure, 1907
- Leçons sur les fonctions de lignes, Paris, Gauthier-Villars, 1910 (lire en ligne)
- (en) The theory of permutable functions, Princeton University Press, 1912 (lire en ligne)
- Leçons sur les équations intégrales et les équations intégro-différentielles, Paris, Gauthier-Villars, 1913 (lire en ligne)
- Henri Poincaré, l'œuvre scientifique, l'œuvre philosophique, par Vito Volterra, Jacques Hadamard, Paul Langevin et Pierre Boutroux, Éd. Félix Alcan, coll. «Nouvelle collection scientifique», 1914.
- (it) « Variazioni e fluttuazioni del numero d'individui in specie animali conviventi », Mem. R. Accad. Naz. dei Lincei, no 2,‎ 1926, p. 31–113
- Leçons sur la théorie mathématique de la lutte pour la vie, Paris, Gauthier-Villars, 1931 (réimpr. Jacques Gabay en 1990), 214 p. (ISBN 2-87647-066-7)
- (avec U. D'Ancona) Les associations biologiques au point de vue mathématique, Hermann, 1935
- Principes de biologie mathématique, Acta Biotheoretica, 1937
- Sur les Distorsions des corps élastiques, Paris, Gauthier-Villars, 1960 (lire en ligne)

## Prix et distinctions
Vito Volterra est devenu membre étranger de la Royal Society le 30 juin 1910 et a été élu à la Royal Society of Edinburgh en 1913.
Il a été président (1923-1927) du Conseil national de la recherche italien, membre d’académies et de sociétés mathématiques à travers le monde et détenteur de nombreux doctorats honoris causa : Cambridge, Oxford, Édimbourg, St Andrews et bien d’autres.
- Croix de guerre (Italie)
- Officier de la Légion d'honneur (France)
- Ordre de Léopold (Belgique)
- Ordre royal de l'Étoile polaire (Suède)
- Prix mathématique de l'Académie italienne des sciences (1887)

Un cratère de la Lune et un astéroïde portent son nom.
Il a été un des membres fondateurs en 1930 de la Société des Amis d'André-Marie Ampère, contribuant à créer le Musée Ampère près de Lyon.